# Cyathochaeta
Cyathochaeta es un género de plantas herbáceas de la familia de las ciperáceas.     Comprende 7 especies descritas y de estas, solo 5 aceptadas.

## Taxonomía
El género fue descrito por Nees in Lehm. y publicado en Plantae Preissianae 2: 86. 1846. La especie tipo es: Cyathochaeta diandra (R.Br.) Nees in J.G.C.Lehmann

## Especies aceptadas
A continuación se brinda un listado de las especies del género Cyathochaeta aceptadas hasta febrero de 2014, ordenadas alfabéticamente. Para cada una se indica el nombre binomial seguido del autor, abreviado según las convenciones y usos.
- Cyathochaeta aequitans K.L.Wilson
- Cyathochaeta avenacea (R.Br.) Benth.
- Cyathochaeta clandestina (R.Br.) Benth.
- Cyathochaeta diandra (R.Br.) Nees in J.G.C.Lehmann
- Cyathochaeta equitans K.L.Wilson
- Cyathochaeta stipoides K.L.Wilson